# La Llosa
Pour les articles homonymes, voir Llosa.
Pour la commune de la province de Valence, voir La Llosa de Ranes.
La Llosa (en valencien et en castillan), aussi appelée en valencien La Llosa de la Plana ou La Llosa d'Almenara, est une commune d'Espagne de la province de Castellón dans la Communauté valencienne. Elle est située dans la comarque de Plana Baixa et dans la zone à prédominance linguistique valencienne.

## Géographie

Localisation de La Llosa
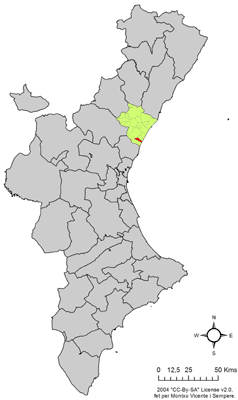
dans la Communauté valencienne.
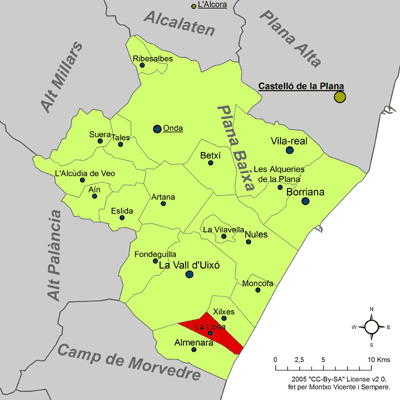
dans la comarque de Plana Baixa.

## Patrimoine

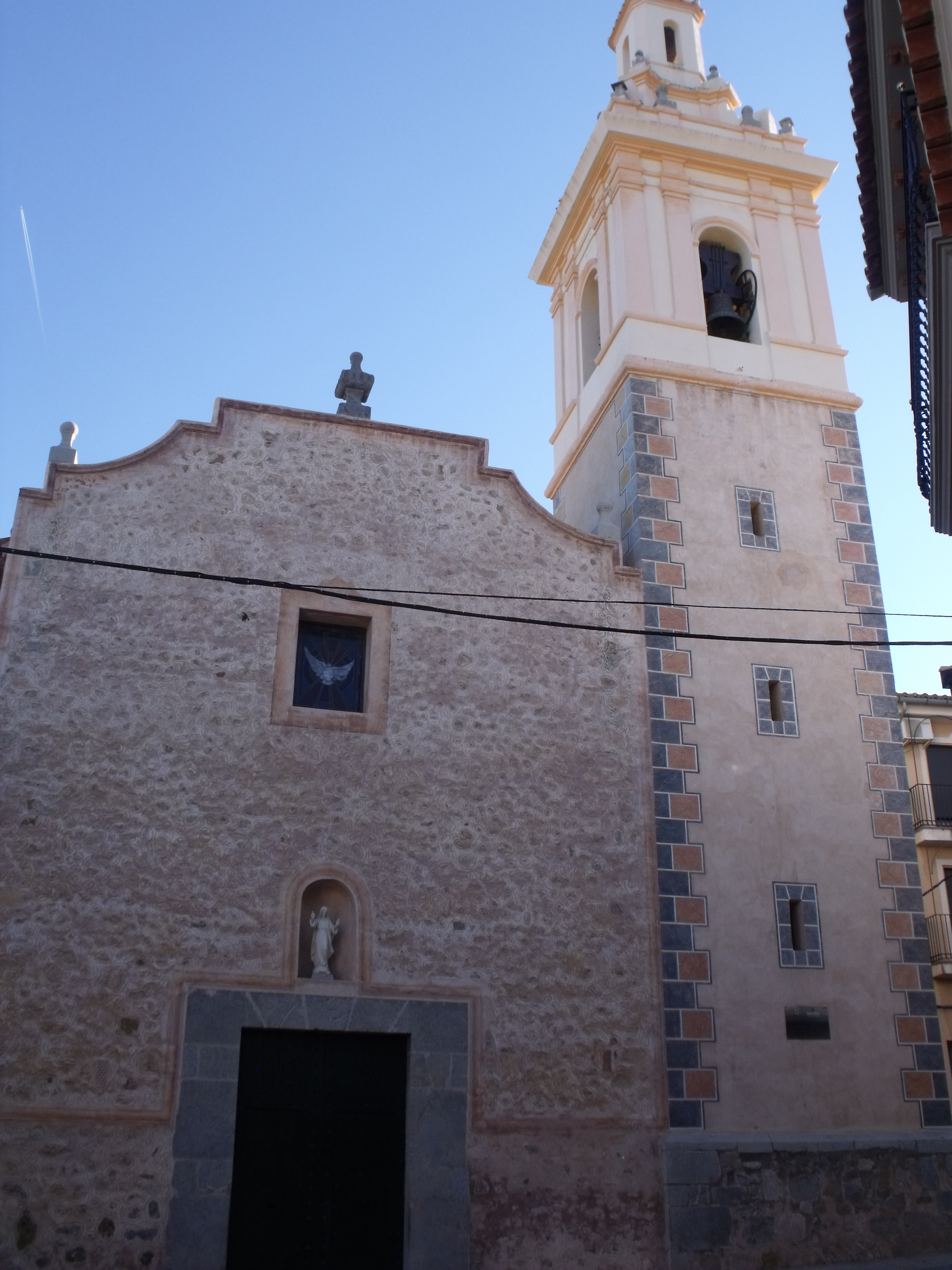
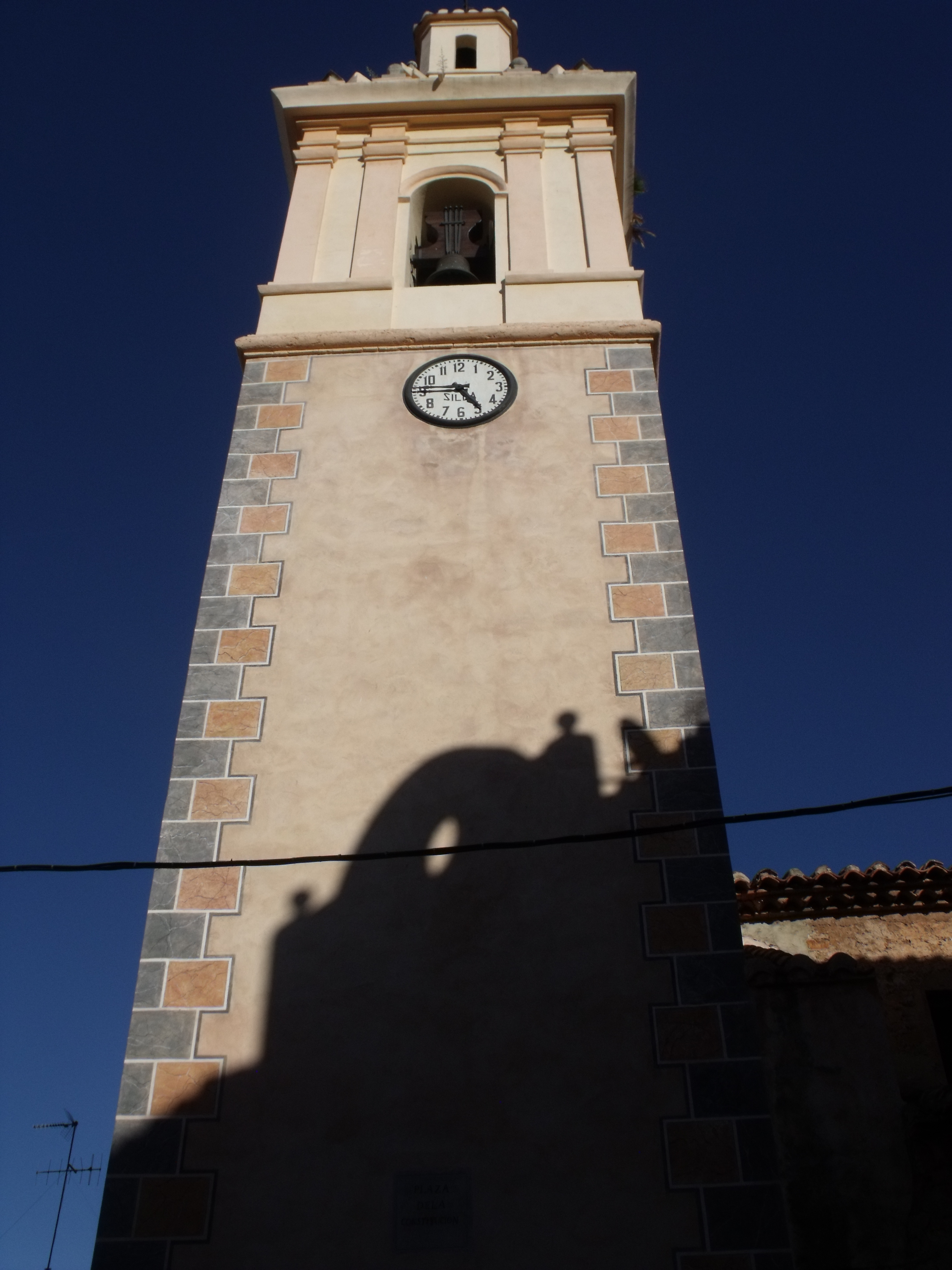
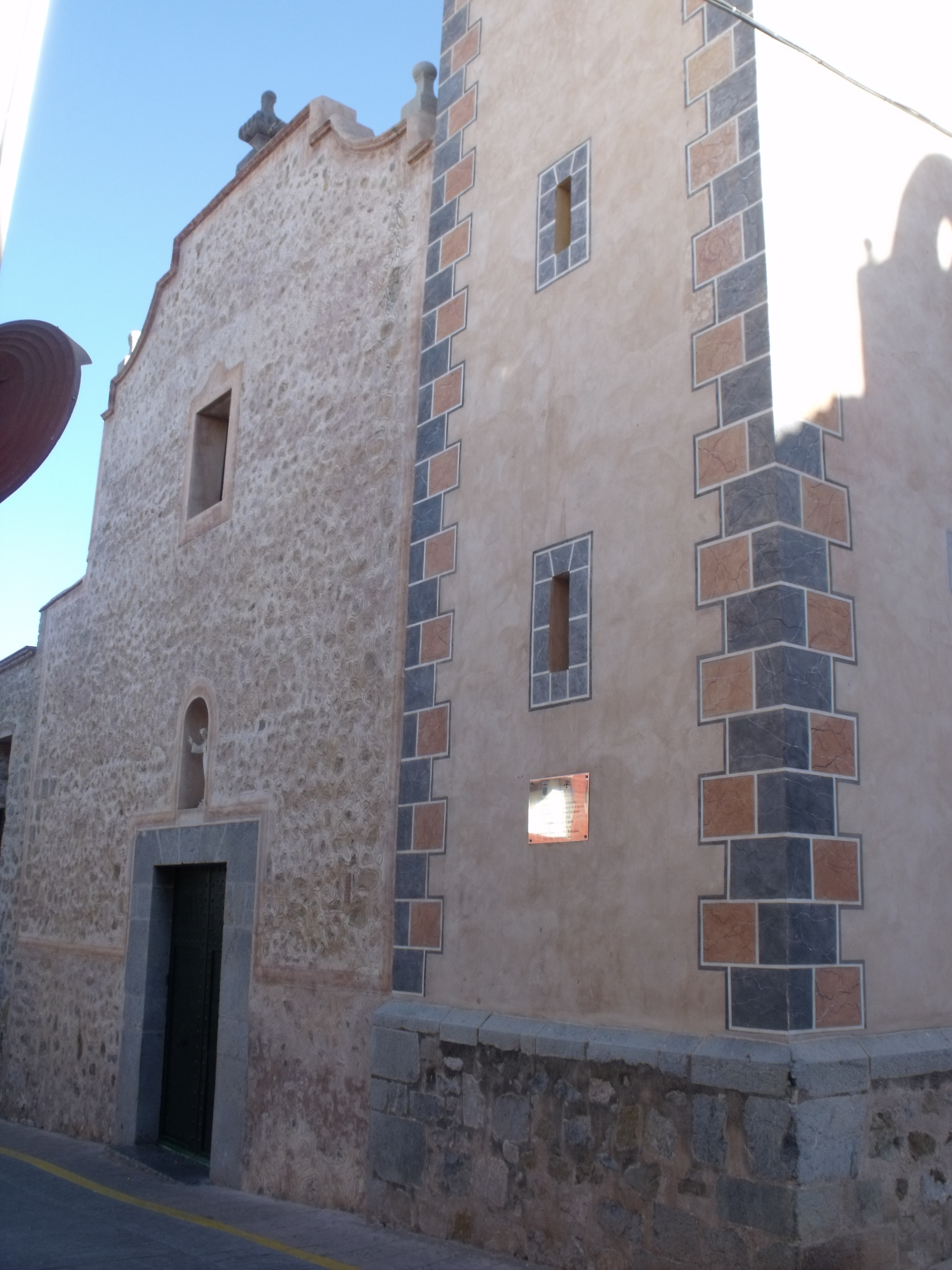
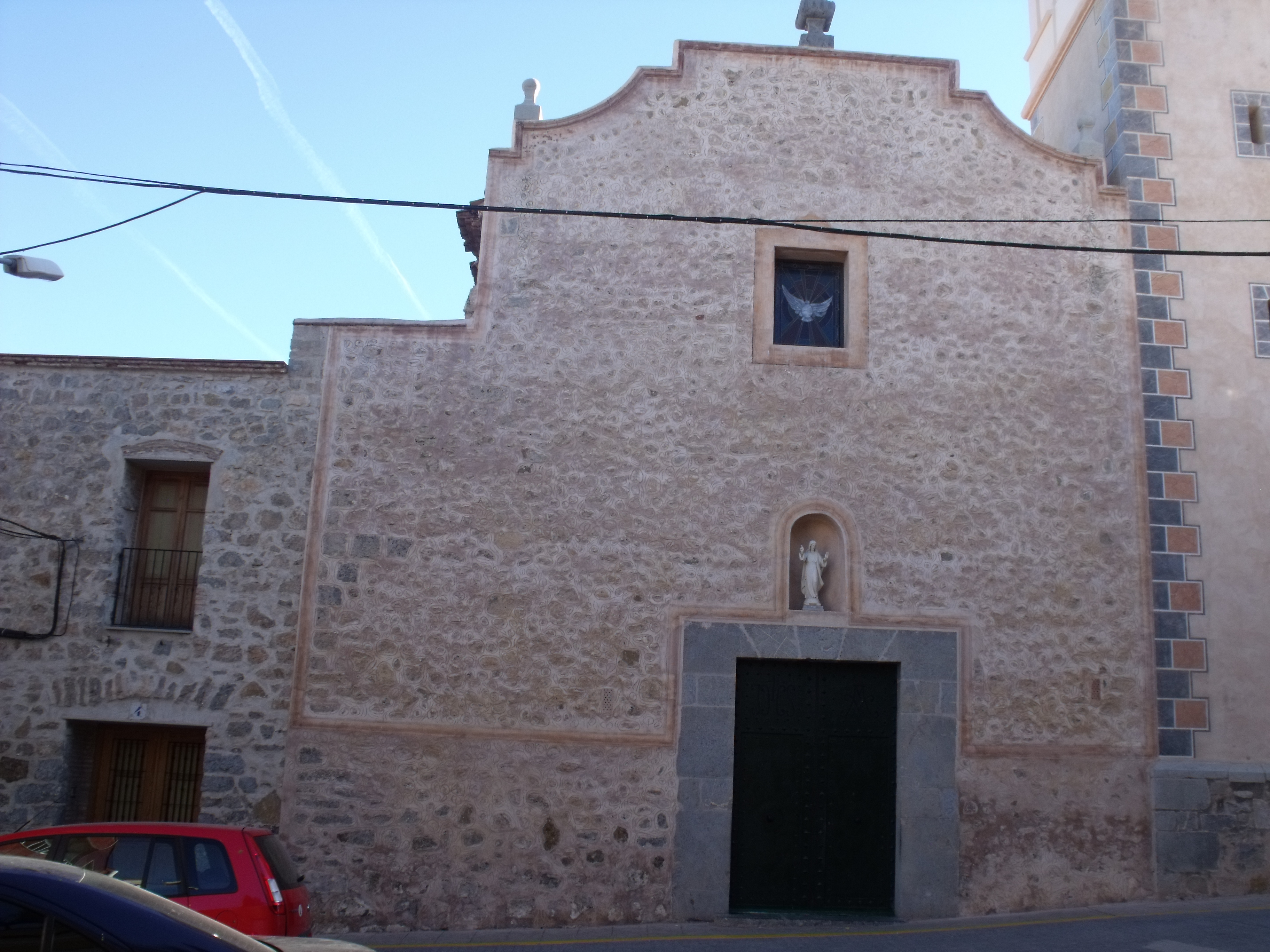

- Église dédiée au Sauveur

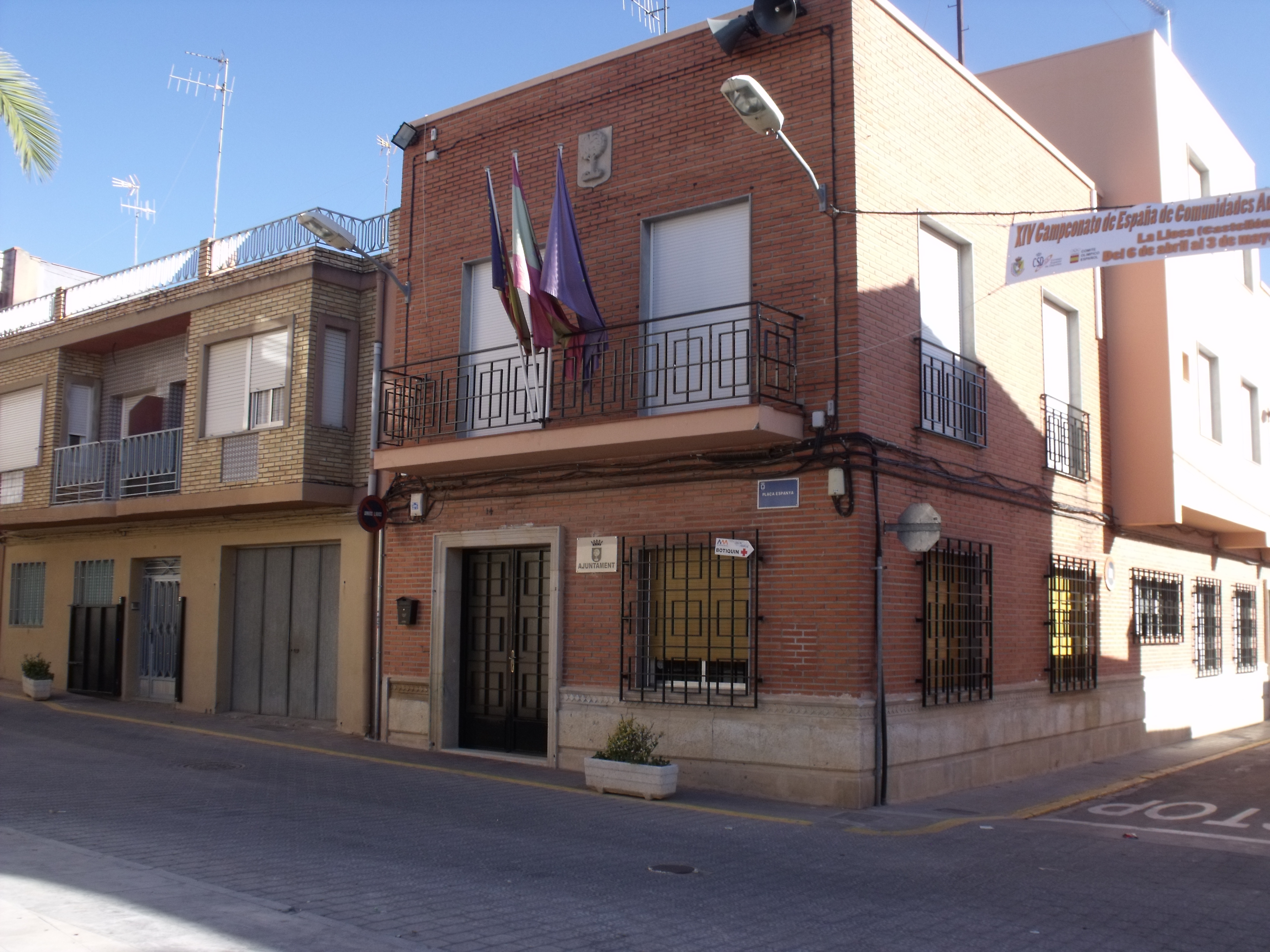
Hôtel de Ville
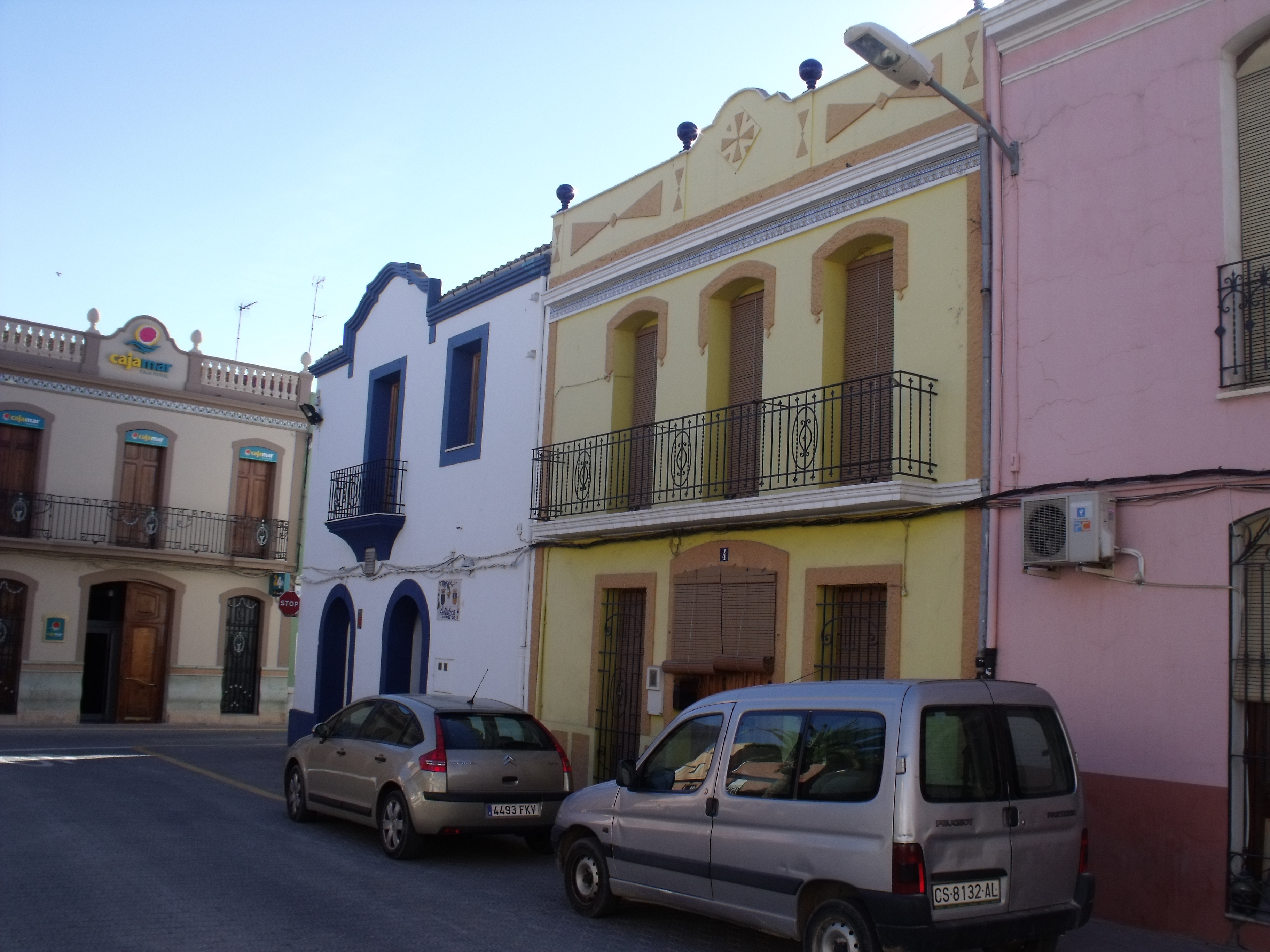
Bibliothèque communale
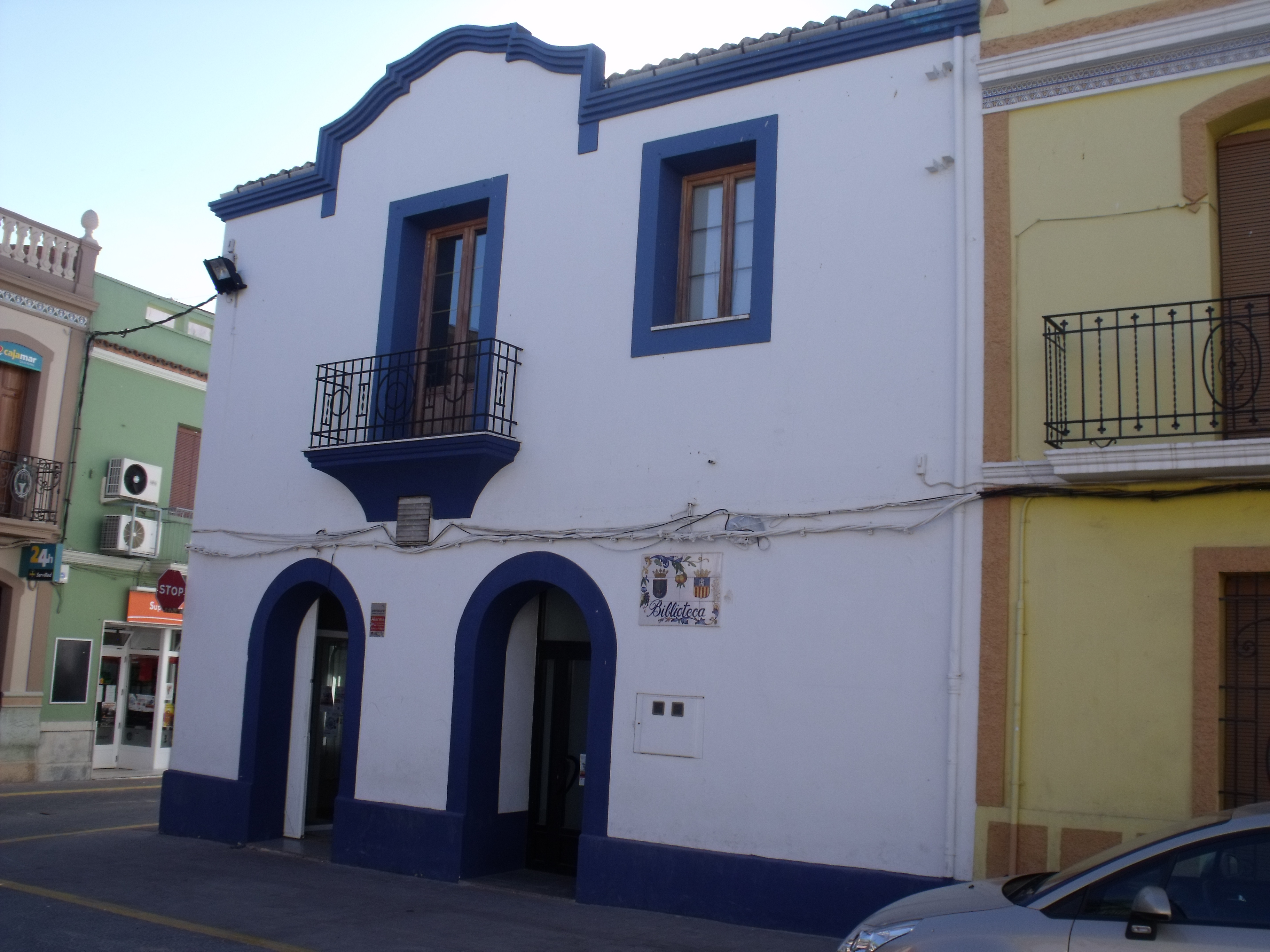
Bibliothèque communale

- Hôtel de Ville
- Bibliothèque communale
- Bibliothèque communale